# Kristine Minde
Kristine Minde (n.d.n. Wigdahl Hegland; Bergen, Noruega; 8 de agosto de 1992) es una futbolista noruega. Juega de centrocampista o delantera y su equipo actual es el Rosenborg BK Kvinner de la Toppserien de Noruega. Es internacional absoluta por la selección de Noruega desde 2011. La jugadora se casó el noviembre de 2013 y adoptó el nombre de su esposo, pasando a llamarse Kristine Minde.

## Trayectoria
Minde entró a las inferiores del Arna-Bjørnar a los 14 años. Fue transferida al Linköpings de la Damallsvenskan en 2014.
En junio de 2020 fichó por dos años en el Rosenborg BK.

## Selección nacional
A nivel juvenil, fue la capitana de la selección de Noruega sub-19 que disputó la Copa Mundial Femenina de Fútbol Sub-20 de 2008.
Fue citada para la formar parte de la selección de Noruega para disputar la Copa Mundial Femenina de Fútbol de 2011, en reemplazo de la lesionada Lisa-Marie Woods, sin aun debutar a nivel adulto. Debutó en la Copa en el encuentro ante Australia.
Disputó la Eurocopa Femenina 2013, donde su equipo llegó a la final.
Jugó su encuentro número 100 con la camiseta noruega el 17 de junio de 2019 en la Copa Mundial Femenina de Fútbol de 2019.

## Estadísticas
Actualizado al último partido disputado el 21 de julio de 2020.
| Arna-Bjørnar · Noruega |               |               |     |    |    |   |    |     |     |    |
| 1.ª | 2008          | 21            | 2   | 0  | 0  | - | -  | 21  | 2   |    |
| 1.ª | 2009          | 14            | 6   | 0  | 0  | - | -  | 14  | 6   |    |
| 1.ª | 2010          | 22            | 3   | 0  | 0  | - | -  | 22  | 3   |    |
| 1.ª | 2011          | 21            | 6   | 1  | 0  | - | -  | 22  | 6   |    |
| 1.ª | 2012          | 21            | 5   | 4  | 0  | - | -  | 25  | 5   |    |
| 1.ª | 2013          | 22            | 5   | 3  | 2  | - | -  | 25  | 7   |    |
| Total club | Total club    | 121           | 27  | 8  | 2  | 0 | 0  | 129 | 29  |    |
| Linköpings FC · Suecia |               |               |     |    |    |   |    |     |     |    |
| 1.ª | 2014          | 21            | 5   | 4  | 2  | 4 | 1  | 29  | 8   |    |
| 1.ª | 2015          | 21            | 4   | 5  | 1  | 2 | 0  | 28  | 5   |    |
| 1.ª | 2016          | 22            | 11  | 5  | 0  | - | -  | 27  | 11  |    |
| 1.ª | 2017          | 18            | 7   | 4  | 2  | - | -  | 22  | 9   |    |
| Total club | Total club    | 82            | 27  | 18 | 5  | 6 | 1  | 106 | 33  |    |
| VfL Wolfsburgo · Alemania |               |               |     |    |    |   |    |     |     |    |
| 1.ª | 2017-18       | 5             | 0   | 2  | 0  | - | -  | 7   | 0   |    |
| 1.ª | 2018-19       | 11            | 6   | 2  | 0  | 4 | 1  | 17  | 7   |    |
| 1.ª | 2019-20       | 8             | 0   | 3  | 0  | 2 | 1  | 13  | 1   |    |
| Total club | Total club    | 24            | 6   | 7  | 0  | 6 | 2  | 37  | 8   |    |
| Rosenborg BK · Noruega |               |               |     |    |    |   |    |     |     |    |
| 1.ª | 2020          | 1             | 0   | 0  | 0  | - | -  | 1   | 0   |    |
| Total club | Total club    | 1             | 0   | 0  | 0  | 0 | 0  | 1   | 0   |    |
| Total carrera | Total carrera | Total carrera | 229 | 60 | 33 | 7 | 12 | 3   | 273 | 70 |
| (1) Incluye datos de la Copa de Noruega, la Copa de Suecia y la Copa de Alemania (2) Incluye datos de la Liga de Campeones de la UEFA |               |               |     |    |    |   |    |     |     |    |

## Palmarés

### Títulos nacionales
| Título           | Club           | País     | Año     |
| ---------------- | -------------- | -------- | ------- |
| Copa de Suecia   | Linköpings FC  | Suecia   | 2013-14 |
| Copa de Suecia   | Linköpings FC  | Suecia   | 2014-15 |
| Damallsvenskan   | Linköpings FC  | Suecia   | 2016    |
| Damallsvenskan   | Linköpings FC  | Suecia   | 2017    |
| Bundesliga       | VfL Wolfsburgo | Alemania | 2017-18 |
| Copa de Alemania | VfL Wolfsburgo | Alemania | 2017-18 |
| Bundesliga       | VfL Wolfsburgo | Alemania | 2018-19 |
| Copa de Alemania | VfL Wolfsburgo | Alemania | 2018-19 |
| Bundesliga       | VfL Wolfsburgo | Alemania | 2019-20 |